# Bolitochara carlottae
Bolitochara carlottae är en skalbaggsart som först beskrevs av Thomas Casey 1911.  Bolitochara carlottae ingår i släktet Bolitochara och familjen kortvingar. Inga underarter finns listade i Catalogue of Life.